# Jared Lowell Miller
Jared Lowell Miller (* 1969 in Kelowna) ist ein kanadischer Altorientalist.

## Leben
Von 1987 bis 1993 studierte er am Ambassador College englische Literatur (Hauptfach), Theologie und Deutsch, mit Schwerpunkten in der Sprachwissenschaft, Literaturkritik und englischen Literatur des 18. und des 19. Jahrhunderts und von 1995 bis 1996 an der Universität Tel Aviv, Lowy School for Overseas Students: Studiengang für den Nahen Orient, hebräische Sprachkurse, Archäologie des Vorderen Orients. Von 1996 bis 1999 erwarb er den Magister in Archäologie und altorientalischen Kulturen (summa cum laude) an der Universität Tel Aviv. Titel der Magisterarbeit war The Expeditions of Hattusili I to the Eastern Frontiers: A Study in the Historical Geography and Internal Chronology of the Great King’s Campaigns mit dem Betreuer Itamar Singer. Von 1999 bis 2003 absolvierte er die Promotion in der Altorientalistik (summa cum laude) an der Universität Würzburg. Titel der Doktorarbeit war Studies in the Origins, Development and Interpretation of the Kizzuwatna Rituals, bewertet opus eximium mit den Betreuern Gernot Wilhelm und Jörg Klinger. 2003 war er nebenberuflicher wissenschaftlicher Mitarbeiter am Lehrstuhl für Orientalische Philologie. Von 2003 bis 2008 war er wissenschaftlicher Mitarbeiter an der Akademie der Wissenschaften und der Literatur Mainz. Von 2004 bis 2008 war er Gastdozent an der Universität Mainz, Institut für Ägyptologie und Altorientalistik. Seit 2008 lehrt er als Professor für Altorientalistik mit Schwerpunkt Altanatolistik an der Universität München.
Seine Forschungsschwerpunkte sind Geschichte Anatoliens, Syriens und Nordmesopotamien im 2. Jahrtausend, Religionsgeschichte und hethitische politisch-administrative Urkunden.

## Schriften (Auswahl)
- Studies in the origins, development and interpretation of the Kizzuwatna rituals. Wiesbaden 2004, ISBN 3-447-05058-6.
- Keilschrifttexte aus Boghazköi. Texte aus dem Bezirk des Großen Tempels, V. Berlin 2005, ISBN 3-7861-2519-8.
- Keilschrifttexte aus Boghazköi. Texte historischen Inhalts. Berlin 2006, ISBN 3-7861-2539-2.
- Keilschrifttexte aus Boghazköi. Texte aus dem Bezirk des Großen Tempels, VIII. Berlin 2007, ISBN 978-3-7861-2565-5.